# Megyehíd
Megyehíd község Vas vármegyében, a Sárvári járásban.

## Fekvése
Szombathelytől 20 kilométerre keletre, a Gyöngyös-patak mellett fekszik.
Főutcája a 8443-as út, közúton csak azon érhető el a megyeszékhely Szombathely, illetve Ikervár felől is. Vasútvonal nem érinti.

## Története
1217-ben Megehid néven említik először. Neve határpatakján, a Gyöngyösön átívelő híddal kapcsolatos. Az Árpád-korban királynéi birtok, mint azt az egykor létezett Famia falunév (Eufémia királyné nevéből) is mutatja. 1237-ben Megyehyd, 1409-ben Megehyd, 1466-ban Kysmegehed, 1469-ben Megyehyd néven szerepel az írott forrásokban. Részben a vasvári káptalané, részben köznemeseké volt. 1496-ban részeit Monyorókerék várához számították.
Vályi András szerint „MEGYEHIDA. Magyar falu Vas Várm. földes Ura G. Erdődy Uraság, lakosai több félék, fekszik Péczölhöz közel, és annak filiája, szántó földgye termékeny, fája tűzre van, legelője elég, réttye elegendő, erős lovakat tartanak lakosai.”
Fényes Elek szerint „Megyehida, magyar falu, Vas vmegyében, 258 kath. lak., kik szép lovakat tenyésztenek. F. u. gr. Erdődy Kajetán. Ut. p. Devecser.”
Vas vármegye monográfiája szerint „Megyehida, magyar község a Gyöngyös patak mellett. A házak száma 50, a lakosoké 362. Vallásuk r. kath. Postája Peczöl, távírója Sárvár.”
1910-ben 459 magyar lakosa volt, Vas vármegye Sárvári járásához tartozott.

## Közélete

### Polgármesterei
- 1990–1994: Kámi János (független)[7]
- 1994–1998: Kámi János (független)[8]
- 1998–2002: Horváth László (független)[9]
- 2002–2003: Kámi János (független)[10]
- 2003–2006: Farkas Miklós (független)[11]
- 2006–2010: Farkas Miklós (független)[12]
- 2010–2014: Süle Lajosné (független)[13]
- 2014–2019: Süle Lajosné (független)[14]
- 2019–2024: Süle Lajosné (független)[15]
- 2024– : Lesznik Tamás (független)[1]

A településen 2003. szeptember 21-én időközi polgármester-választást tartottak, az előző polgármester halála miatt.

## Népesség
A település népességének változása:
| Lakosok száma | 320  | 303  | 320  | 325  | 318  | 307  | 304  |
|               | 2013 | 2014 | 2015 | 2021 | 2022 | 2023 | 2024 |

A 2011-es népszámlálás során a lakosok 95%-a magyarnak, 0,3% németnek mondta magát (5% nem nyilatkozott; a kettős identitások miatt a végösszeg nagyobb lehet 100%-nál). A vallási megoszlás a következő volt: római katolikus 80,3%, református 1,9%, evangélikus 0,6%, felekezet nélküli 2,5% (14,1% nem nyilatkozott).
2022-ben a lakosság 92,8%-a vallotta magát magyarnak, 0,3% szerbnek, 0,3% cigánynak, 0,9% egyéb, nem hazai nemzetiségűnek (7,2% nem nyilatkozott; a kettős identitások miatt a végösszeg nagyobb lehet 100%-nál). Vallásuk szerint 50% volt római katolikus, 4,4% református, 0,9% evangélikus,1,6% egyéb katolikus, 6,3% felekezeten kívüli (36,8% nem válaszolt).

## Nevezetességei
Római katolikus temploma a Szentháromság tiszteletére épült.

## Híres emberek
Itt született 1913. május 10-én Fülöp István tanító, könyvtáros, helytörténész, a Zalai Táj- és Népkutató Intézet megalapítója.
1. 1 2  Megyehíd települési választás eredményei (magyar nyelven) (html). Nemzeti Választási Iroda, 2024. június 9. (Hozzáférés: 2025. február 7.)
2. ↑  Magyarország helységnévtára. Központi Statisztikai Hivatal, 2024. szeptember 23. (Hozzáférés: 2024. szeptember 23.)
3. 1 2  Csánki Dezső: Magyarország történelmi földrajza a Hunyadiak korában I–IV. Budapest: MTA. 1890–1941.
4. ↑  Vályi András: Magyar Országnak leírása I–III. Buda: Királyi Universitás. 1796–1799.
5. ↑  Fényes Elek: Magyarország geographiai szótára, mellyben minden város, falu és puszta, betürendben körülményesen leiratik. Pest: Fényes Elek. 1851.
6. ↑  Magyarország vármegyéi és városai Vas vármegye szerk. Borovszky Samu, Bp., 1898
7. ↑  Megyehíd települési választás eredményei (magyar nyelven) (txt). Nemzeti Választási Iroda, 1990 (Hozzáférés: 2020. február 21.)
8. ↑  Megyehíd települési választás eredményei (magyar nyelven) (html). Országos Választási Iroda, 1994. december 11. (Hozzáférés: 2020. január 9.)
9. ↑  Megyehíd települési választás eredményei (magyar nyelven) (html). Országos Választási Iroda, 1998. október 18. (Hozzáférés: 2020. április 23.)
10. ↑  Megyehíd települési választás eredményei (magyar nyelven) (html). Országos Választási Iroda, 2002. október 20. (Hozzáférés: 2020. április 23.)
11. 1 2  Megyehíd települési időközi választás eredményei (magyar nyelven) (html). Nemzeti Választási Iroda, 2003. szeptember 21. (Hozzáférés: 2020. május 27.)
12. ↑  Megyehíd települési választás eredményei (magyar nyelven) (html). Országos Választási Iroda, 2006. október 1. (Hozzáférés: 2020. április 23.)
13. ↑  Megyehíd települési választás eredményei (magyar nyelven) (html). Országos Választási iroda, 2010. október 3. (Hozzáférés: 2011. december 27.)
14. ↑  Megyehíd települési választás eredményei (magyar nyelven) (html). Nemzeti Választási Iroda, 2014. október 12. (Hozzáférés: 2020. április 23.)
15. ↑  Megyehíd települési választás eredményei (magyar nyelven) (html). Nemzeti Választási Iroda, 2019. október 13. (Hozzáférés: 2024. május 30.)
16. ↑  Időközi önkormányzati választások 2003-ban (magyar nyelven) (html). Nemzeti Választási Iroda, 2003 (Hozzáférés: 2020. május 26.)
17. ↑  Megyehíd Helységnévtár
18. ↑  Megyehíd Helységnévtár

## Civil szervezetei
Megyehídért Együtt Közalapítvány
Megyehídért Hagyományőrző és Szociális Egyesület
Megyehídi Polgárok Kulturális Egyesülete

## Képek

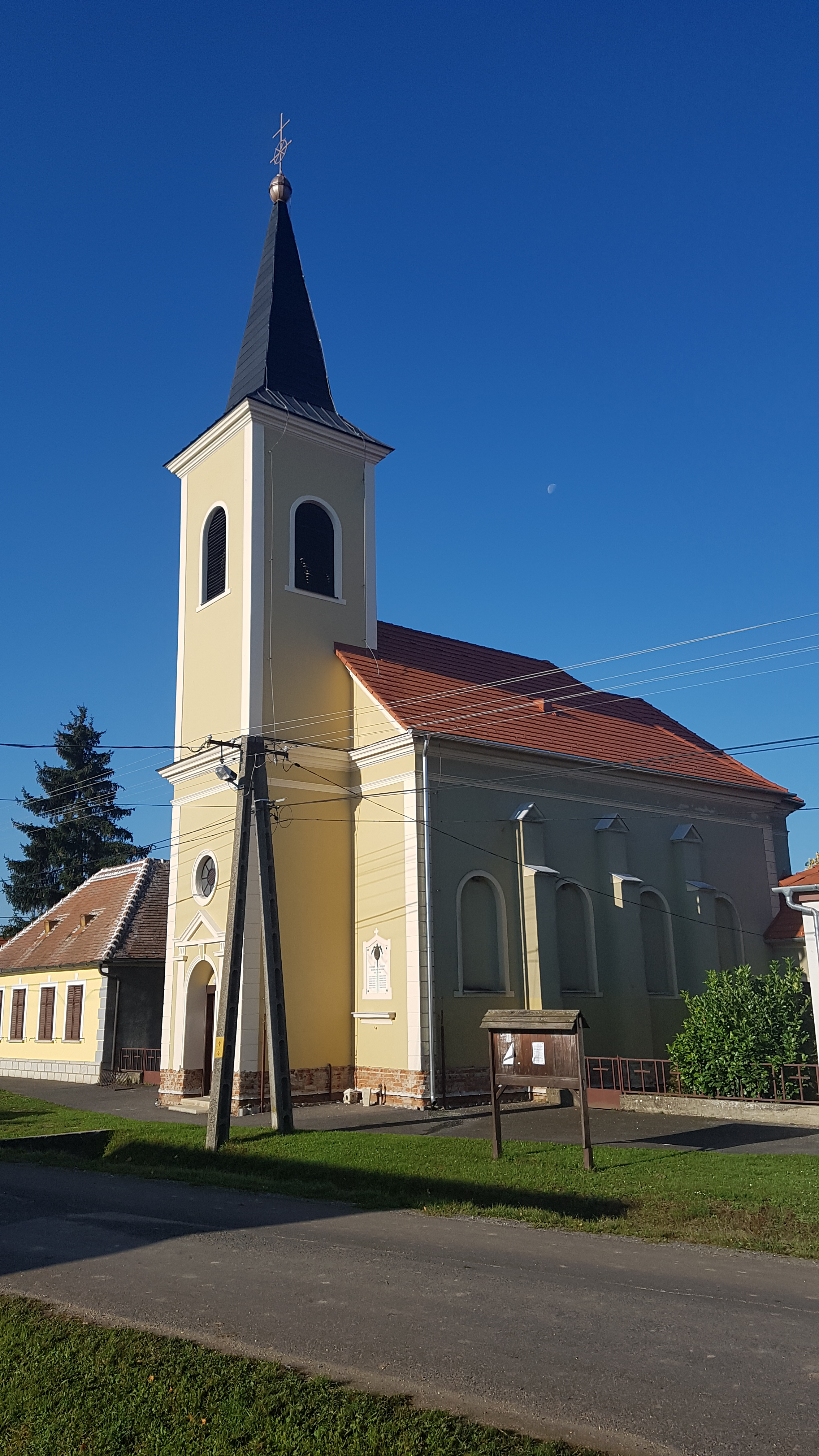
A templom
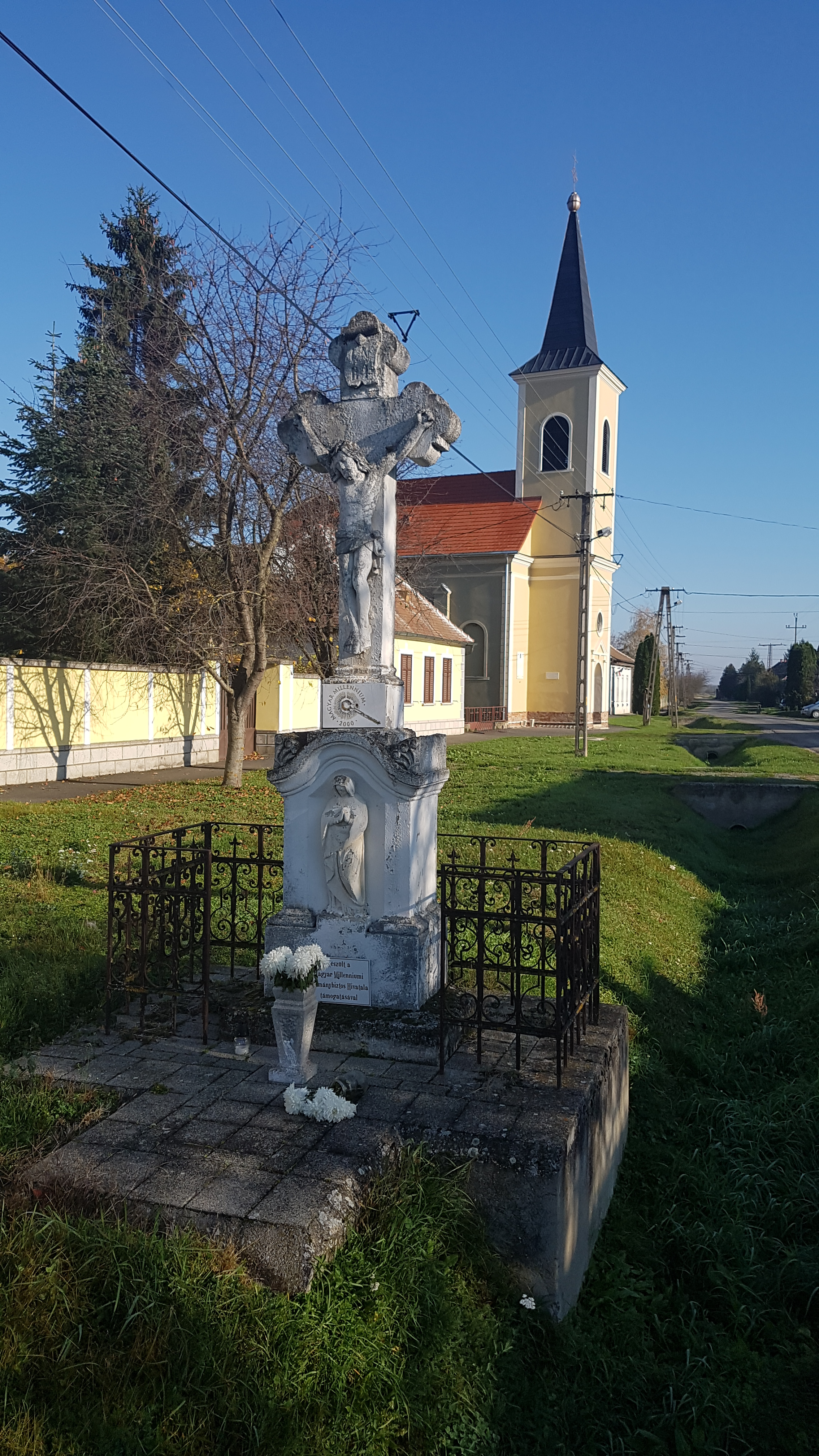
Feszület a templom közelében
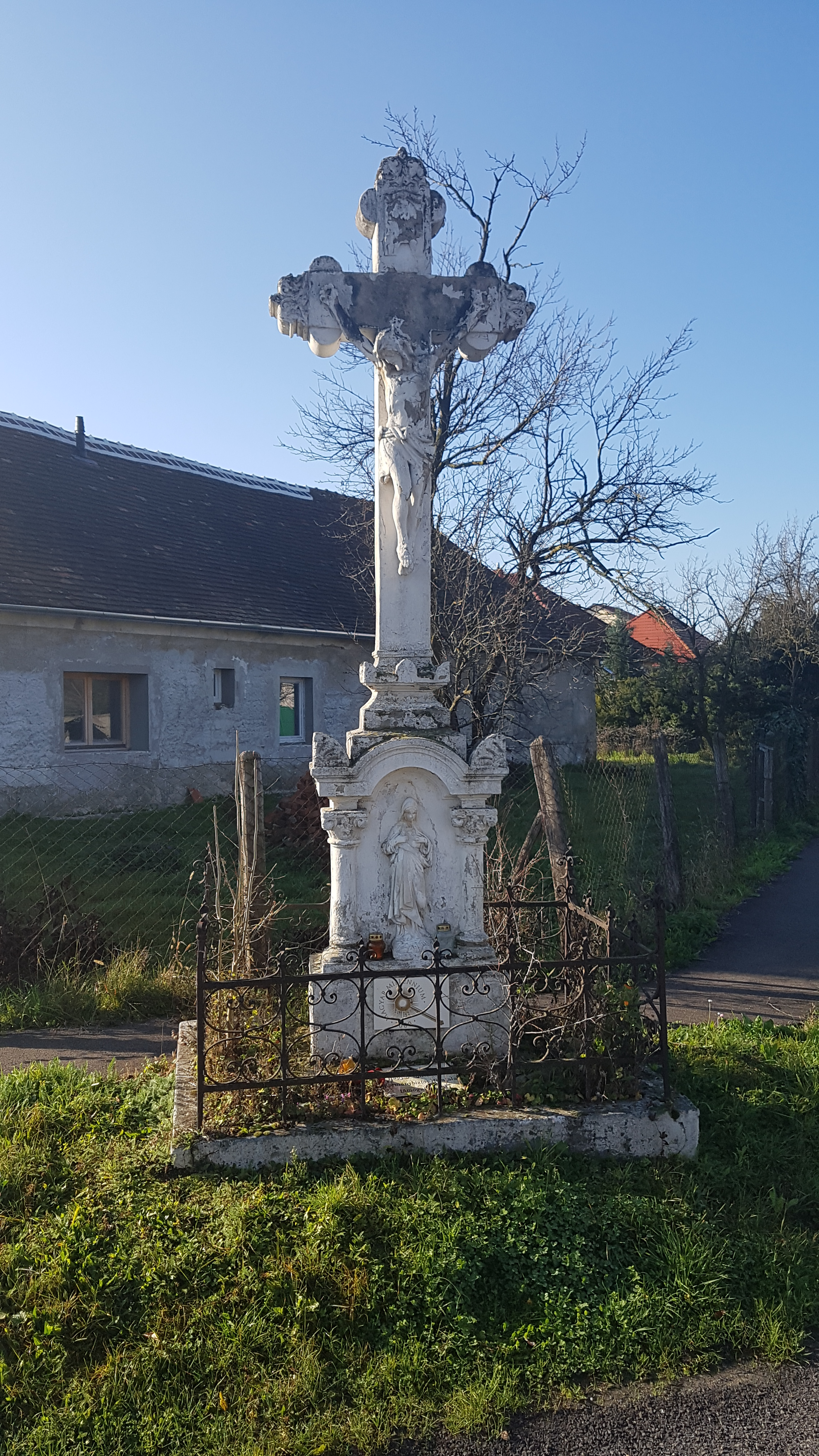
Feszület a településközpontban